# Emory Clark

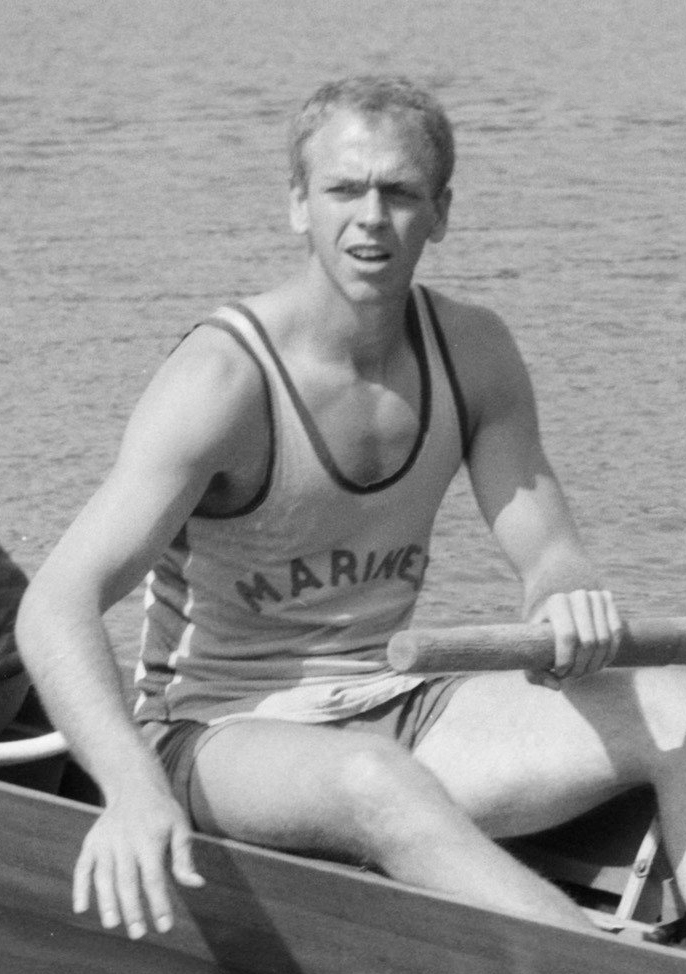
Emory Clark (1964 in Amsterdam)

Emory Wendell Clark II (* 23. März 1938 in Detroit) ist ein ehemaliger amerikanischer Ruderer.
Der 1,93 m große Emory Clark graduierte 1960 an der Yale University und diente dann im United States Marine Corps. Als Ruderer schloss er sich nach seinem Studium dem Vesper Boat Club in Philadelphia an. Bei den Olympischen Spielen 1964 stellte mit dem Boot vom Vesper Boat Club erstmals seit 1904 ein Verein den US-Achter und nicht eine Hochschule. Der US-Achter war Außenseiter gegen den favorisierten Deutschland-Achter. Die beiden Boote trafen bereits im ersten Vorlauf aufeinander und der Deutschland-Achter siegte mit 0,28 Sekunden Vorsprung. Im Finale siegte das US-Boot mit über fünf Sekunden Vorsprung. 
Clark studierte später Jura und promovierte 1971 an der University of Michigan Law School. Danach war er in Michigan als Anwalt tätig. Bis 2005 ruderte er erfolgreich in den verschiedenen Altersklassen.